# Feel Like Makin' Love
"Feel Like Makin' Love" es una canción de la banda de rock británica Bad Company, del álbum Straight Shooter de 1975 y fue lanzada como sencillo en agosto de ese mismo año. La canción fue ubicada en la posición n.º 78 en la lista de "las mejores canciones de hard rock de la historia" del canal VH1.

## Versiones
La canción ha sido tocada por Pauline Henry, Philip Claypool y Kid Rock.

## Créditos
- Paul Rodgers – voz, teclados
- Mick Ralphs – guitarra, teclados
- Simon Kirke – batería
- Boz Burrell – bajo

## Listas de éxitos
| Lista (1975)   | Posición |
| -------------- | -------- |
| Canadá         | 5        |
| Nueva Zelanda  | 2        |
| Estados Unidos | 10       |
| Reino Unido    | 20       |